# Maser
En maser fungerer som en laser, men udsender ikke synligt lys. Oprindeligt brugte man forskellige navne for masere, der arbejdede i forskellige frekvensområder, men det er kun betegnelserne maser og laser, der bruges nu. En maser baseret på brint udsender mikrobølger med en meget præcis frekvens og kan bruges som basis for en tidsstandard.